# 鹿沼板荷テレビ中継局
座標: 北緯36度38分44秒 東経139度42分20.7秒 / 北緯36.64556度 東経139.705750度
鹿沼板荷テレビ中継局（かぬまいたがテレビちゅうけいきょく）は、栃木県鹿沼市に置かれているテレビ放送の中継局。

## 中継局概要

### デジタルテレビ放送
| リモコン 番号 | 放送局名         | チャンネル 番号 | 空中線 電力 | ERP  | 偏波面   | 放送対象地域 | 放送区域 内世帯数 | 運用開始日      |
| ------------- | ---------------- | --------------- | ----------- | ---- | -------- | ------------ | ----------------- | --------------- |
| 1             | NHK 宇都宮総合   | 32              | 1W          | 1.8W | 垂直偏波 | 栃木県       | 約4,866世帯       | 2010年 12月24日 |
| 2             | NHK 東京教育     | 39              | 1W          | 1.8W | 垂直偏波 | 全国         | 約4,866世帯       | 2010年 12月24日 |
| 3             | GYT とちぎテレビ | 38              | 1W          | 1.9W | 垂直偏波 | 栃木県       | 約4,866世帯       | 2010年 12月24日 |
| 4             | NTV 日本テレビ   | 34              | 1W          | 1.8W | 垂直偏波 | 関東広域圏   | 約4,866世帯       | 2010年 12月24日 |
| 5             | EX テレビ朝日    | 17              | 1W          | 1.8W | 垂直偏波 | 関東広域圏   | 約4,866世帯       | 2010年 12月24日 |
| 6             | TBS TBSテレビ    | 15              | 1W          | 1.8W | 垂直偏波 | 関東広域圏   | 約4,866世帯       | 2010年 12月24日 |
| 7             | TX テレビ東京    | 18              | 1W          | 1.8W | 垂直偏波 | 関東広域圏   | 約4,866世帯       | 2010年 12月24日 |
| 8             | CX フジテレビ    | 35              | 1W          | 1.8W | 垂直偏波 | 関東広域圏   | 約4,866世帯       | 2010年 12月24日 |

- 所在地： 鹿沼市板荷[11]
- 放送区域： 鹿沼市、日光市の各一部[2][11]
- 2010年11月19日に予備免許交付[2]、12月17日に本免許が交付され[1]、12月24日に本放送を開始した[1]。なお、NHK総合テレビの県域放送は2012年4月1日から実施された[12]。

### アナログテレビ放送
| チャンネル 番号 | 放送局名     | 空中線電力        | ERP                | 偏波面   | 放送対象地域 | 放送区域 内世帯数 | 運用開始日     |
| --------------- | ------------ | ----------------- | ------------------ | -------- | ------------ | ----------------- | -------------- |
| 40              | NHK 東京総合 | 映像3W/ 音声750mW | 映像9.1W/ 音声2.3W | 水平偏波 | 関東広域圏   | -                 | 1973年 1月11日 |
| 42              | NHK 東京教育 | 映像3W/ 音声750mW | 映像9.1W/ 音声2.3W | 水平偏波 | 全国         | -                 | 1973年 1月11日 |

- 所在地： デジタルテレビ放送に同じ
- 2011年7月24日をもってすべて廃止された。